# Casa del Mar
Casa del Mar, littéralement maison de la mer, est une forteresse bâtie sous l'ordre de l’explorateur écossais Donald Mackenzie en 1882, au large du Cap Juby (l'actuelle ville de Tarfaya).

## Histoire
La forteresse a été rachetée par le sultan Hassan Ier et offerte à la population locale pour mettre fin à la présence anglaise dans la région.
Du fait de sa proximité de la mer, la Casa del Mar est aujourd'hui menacé de disparition. Ainsi, en 2014, un projet de restauration, d'aménagement et de mise en valeur est lancé par le ministère de la Culture pour une durée de cinq ans, coûtant 60 millions de dirhams.